# Nachal Na'im
Nachal Na'im (hebrejsky נחל נעים) je vádí v jižním Izraeli, v severní části Negevské pouště.
Začíná v nadmořské výšce přes 300 metrů poblíž hory Har Na'im jižně od města Beerševa, u dálnice číslo 40 a beduínské osady Abu Afaš. Směřuje pak k jihozápadu kopcovitou pouštní krajinou podél severního okraje průmyslové zóny Ramat Chovav. Od východu zleva sem ústí vádí Nachal Mini'im. Ústí zprava do vádí Nachal Secher.